# Domingo Morelló Segura
Domingo Morelló Segura fou un terratinent i polític valencià, alcalde d'Alacant a mitjans del segle xix.
Tenia possessions a Mutxamel i Sant Joan d'Alacant. En 1820 fou comandant de la Milícia Nacional i fou regidor d'Alacant en 1823. Milità al Partit Moderat i fou tinent d'alcalde en 1840-1841, recaptador general de contribucions provincials i alcalde d'Alacant en 1854. El seu mandat va durar només uns mesos, ja que fou destituït arran de la vicalvarada, i fou substituït pel progressista Manuel Carreras Amérigo. El 1856-1857 fou diputat de la Diputació d'Alacant pel districte de Villena, però cessà per continuar com a recaptador general de contribucions. Des de 1862 es va dedicar a fer de banquer. El 1875 fou novament diputat provincial de la Diputació d'Alacant